# Mohamed Abdoulahi

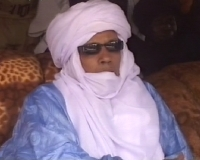
Mohamed Abdoulahi

Mohamed Abdoulahi ist ein nigrischer Politiker, der von 2004 bis 2010 als Minister für Bergbau und Energie in der Regierung von Niger unter Präsident Mamadou Tandja tätig war. Zuvor hatte er verschiedene politische Positionen inne, darunter den Vorsitz der Union für Demokratie und sozialen Fortschritt (UDPS-Amana) von 1992 bis 1996. Nach der Ermordung von Ibrahim Maïnassara Baré wurde er technischer Berater von Premierminister Hama Amadou. Später trat er der regierenden Nationalen Bewegung für die Entwicklung der Gesellschaft (MNSD) bei und wurde als Kandidat der MNSD in die Nationalversammlung gewählt. Schließlich wurde er im Dezember 2004 zum Minister für Bergbau und Energie ernannt und behielt diese Funktion auch in der Regierung unter Premierminister Seyni Oumarou bei, die am 9. Juni 2007 gebildet wurde.